# 1659 na ciência

## Nascimentos
| Data            | Nome              | Profissão              | Nacionalidade                                          | Observações | Ref |
| --------------- | ----------------- | ---------------------- | ------------------------------------------------------ | ----------- | --- |
| 1 de fevereiro  | Jakob Roggeveen   | explorador             | República das Sete Províncias Unidas dos Países Baixos | m. 1729     |     |
| 27 de fevereiro | William Sherard   | botânico               | Inglaterra                                             | m. 1728     |     |
| 3 de junho      | David Gregory     | matemático e astrónomo | Reino da Escócia                                       | m. 1708     |     |
| 22 de outubro   | Georg Ernst Stahl | médico e metalúrgico   | Sacro Império Romano-Germânico                         | m. 1734     |     |

## Mortes
| Data          | Nome           | Profissão                           | Nacionalidade                                          | Observações | Ref |
| ------------- | -------------- | ----------------------------------- | ------------------------------------------------------ | ----------- | --- |
| 26 de março   | Philipp Müller | físico, matemático e médico         | Sacro Império Romano-Germânico                         | n. 1585     |     |
| 10 de outubro | Abel Tasman    | navegador, explorador e comerciante | República das Sete Províncias Unidas dos Países Baixos | n. 1603     |     |